# Chimera
A Chimera a norvég black metal együttes Mayhem harmadik nagylemeze. 2004. április 6-án adta ki a Season of Mist kiadó. Ez az utolsó olyan Mayhem-kiadás, amin Maniac énekes közreműködött. Az album borítóját TurboNatas, a norvég extrém indusztriális metal zenekar Red Harvest gitárosa készítette.

## Számlista
Az összes szám szerzője Maniac & Blasphemer. 
| 1.    | Whore                      | 2:58 |
| 2.    | Dark Night of the Soul     | 6:08 |
| 3.    | Rape Humanity with Pride   | 5:41 |
| 4.    | My Death                   | 5:54 |
| 5.    | You Must Fall              | 4:13 |
| 6.    | Slaughter of Dreams        | 7:00 |
| 7.    | Impious Devious Leper Lord | 5:38 |
| 8.    | Chimera                    | 7:00 |
| 44:31 |                            |      |

## Közreműködők

### Mayhem
- Sven Erik Kristiansen ("Maniac") – ének
- Rune Eriksen ("Blasphemer") – gitár
- Jørn Stubberud ("Necrobutcher") – basszusgitár
- Jan Axel Blomberg ("Hellhammer") – dob

### Produkció
- Produceri munkákat végezte Blasphemer
- Keverte Blasphemer, Hellhammer és Borge Finstad
- Maszterelte Morten Lund

## Eladási eredmények
| Eladási lista (2004)             | Helyzezés |
| -------------------------------- | --------- |
| Norvégia (VG-lista Album Top 40) | 28        |

## Fordítás
- Ez a szócikk részben vagy egészben  a   Chimera című angol Wikipédia-szócikk fordításán alapul.  Az eredeti cikk szerkesztőit annak laptörténete sorolja fel. Ez a jelzés csupán a megfogalmazás eredetét és a szerzői jogokat jelzi, nem szolgál a cikkben szereplő információk forrásmegjelöléseként.